# Duinkaalkopje
Het duinkaalkopje (Deconica pratensis) is een schimmel uit de familie Strophariaceae. Het leeft saprotroof, in groepjes tussen (resten) helm in de zeeduinen en de zeereep. Het verschijnt vaak laat in het seizoen tot de winter. Het kan worden onderscheiden door de grote sporen en de dikke vettige afscheidbare hoedhuid.

## Kenmerken

### Uiterlijke kenmerken
Hoed
De hoed heeft een diameter van 10 tot 30 mm en is rood- of geelbruin van kleur. De hoed is bedekt met een bij vocht kleverige, elastische laag die van de hoed afgestroopt kan worden. Verder is de hoed hygrofaan en hooguit aan de rand iets gestreept. De hoedrand is naar beneden omgekruld.
Lamellen
De lamellen staan op normale afstand en zijn met een iets aflopend tandje aangehecht, maar nooit echt aflopend. Ze zijn gezwollen tot breed gezwollen en de kleur is roodbruin. De lamelsnede is glad tot brokkelig, van gelijke kleur of iets lichter.
Steel
De steel is 10 tot 20 mm lang, 1 tot 2 mm dik en relatief kort. De vorm is cilindrisch, recht tot gebogen of iets toelopend naar boven toe. De voet heeft vaak een verbrede basis. De kleur is lichtbruin, wittig aan de top.
Smaak en geur
De smaak en geur is neutraal.

### Microscopische kenmerken
De sporenprint is bruin. De sporen zijn eivormig tot iets zeshoekig in voor aanzicht en in zijaanzicht ellipsoïde tot langwerpig, soms amandelvormig. De sporen hebben  dikke, bruine wand (2 µm) en grote, apicale kiempore aan de top. De sporenmaat is 8,5-12 × 6,0-7,5 × 5,5-6,5 µm. Het Q-getal is 1,3 tot 1,75 en Q-gemiddeld 1,5. De lamelsnede is steriel. Cheilocystiden zijn flesvormig met en stompe nek.

## Verspreiding
Het duinkaalkopje is een Europese soort. In Nederland komt hij vrij zeldzaam voor. Waarschijnlijk is het wijder verspreid, maar vaak verward met het zandkaalkopje dat veel kleinere sporen heeft (7,0-9 × 5-6 × 4,5-6,0 µm).